# Džang Čongren
Džang Čongren (kitajsko: 張充仁 / 张充仁; pinjin: Zhāng Chōngrén; Wade-Giles: Chang Ch'ung-jen), poznan tudi kot Džang Čongdžen, kitajski kipar * 27. september 1907, Čibao, Okrožje Šanghaj, provinca Džjangsu, Čingova Kitajska, † 8. oktober 1998, Nogent-sur-Marne, Francija. Najbolj je poznan v Evropi, kot prijatelj Hergéja, belgijskega karikaturista in avtorja serije stripov Tintin in njegove pustolovščine. Spoznala sta se, ko je bil Džang študent umetnosti v Bruslju.

## Zgodnje življenje
Džang se je rodil, kot sin vrtnarja leta 1907 v Šudžjahuiju (Dziccavei), takratnem predmestju Šanghaja na Kitajskem. Mladi Džang je že zgodaj izgubil oba starša in odraščal v francoski jezuitski sirotišnici Tou-Se-ve (danes Tušanvan), kamor je vstopil pri sedmih letih in kjer se je učil francoščino. Nato je vstopil v umetniško šolo sirotišnice, kjer se je učil risati, in se sistematično izobraževal v zahodni umetnosti. Po končani šoli leta 1928 se je Džang ukvarjal z oblikovanjem za filmsko industrijo in delal pri lokalnem časopisu. Leta 1931 je zapustil Kitajsko ter se vpisal na Académie Royale des Beaux-Arts v Bruslju v Belgiji.

## Vpliv na Hergéja
Hergéjevi zgodnji albumi Tintina in njegovih pustolovščin so bili za komični učinek zelo odvisni od stereotipov. Ti so vključevali zle ruske boljševike, lene in nevedne črne Afričane ter Ameriko gangsterjev, kavbojev in Indijancev.
Ob zaključku izdaje časopisov o Faraonovih cigarah je Hergé omenil, da ga bo Tintinova naslednja pustolovščina (Sinji lotos) pripeljala na Kitajsko. Oče Gosset, kaplan kitajskih študentov na univerzi v Leuvenu, je pisal Hergéju, in ga pozval, naj bo previden glede tega, kar piše o Kitajski. Hergé se je strinjal in spomladi 1934 ga je Gosset predstavil Džangu Čongrenu. Mlada umetnika sta hitro postala tesna prijatelja, Džang pa je Hergéja predstavil kitajski zgodovini in kulturi ter tehnikam kitajske umetnosti. Oba sta si delila enake zodiakalne znake, zanimanja in prepričanja. Hergé je v knjigi celo obljubil, da bo Džangu podelil avtorske zasluge, vendar je Džang ponudbo zavrnil. Kot rezultat te izkušnje si je Hergé v Sinjem lotosu in naslednjih Tintinovih dogodivščinah prizadeval, da bi bil natančno prikazal kraje, ki jih je Tintin obiskal.
Na primer, medtem ko Faraonove cigare potekajo v idealizirani Indiji polni maharadž in britanskih uradnikov, ima Sinji lotos videz in občutek Kitajske iz tridesetih let dvajsetega stoletja, ki so jo razdelile okupacijske japonske sile in zahodni vpliv v Šanghaju, vključno s skorumpiranimi poslovneži in policijo.
Kot znak zahvale je Hergé dodal lik "Čang Čong Jen" (Tchang v izvirni francoski jezikovni različici) v Sinji lotos, mladi kitajski siroti, ki sreča in se spoprijatelji s Tintinom. Hergé se posmehuje svoji naivnosti globoko v zvezku, ko Tintin izmišljenemu Čangu razloži, da njegov pogled na 'bele hudiče' temelji na predsodkih. Zasmehuje obe strani, ko Tintin recitira nekaj zahodnih stereotipov Kitajcev. Čang se predsodkom smeji kot nor. Čang se pozneje vrne v zvezku Tintin v Tibetu.
Kot drug rezultat svojega prijateljstva z Džangom se je Hergé vedno bolj zavedal težav kolonializma, zlasti napredovanja cesarstva Japonske na Kitajsko in skorumpiranega, izkoriščevalskega mednarodnega območja Šanghaj. Sinji lotos nosi drzno antiimperialistično sporočilo v nasprotju s prevladujočim stališčem zahoda, ki je bilo naklonjeno Japonski in kolonialnemu pogledu. Posledično je izzval ostre kritike različnih strank, vključno s protestom japonskih diplomatov belgijskemu zunanjemu ministrstvu.

## Vrnitev na Kitajsko
Ob koncu študija v Bruslju leta 1935 je Džang opravil turnejo po Franciji, Britaniji, Nizozemski, Nemčiji, Avstriji in Italiji, preden se je vrnil domov na Kitajsko. Po prihodu v Šanghaj leta 1936 je Džang organiziral številne razstave, na katerih so razstavili njegove risbe in skulpture. Ustanovil je tudi Studio Čongren, da bi nadaljeval svojo umetnost in poučeval.
Hergé je izgubil stik z njim med invazijo Japonske na Kitajsko (kar običajno velja za začetek druge kitajsko-japonske vojne) in poznejšo kitajsko državljansko vojno. Minilo je več kot štiri desetletja, preden sta se prijatelja spet srečala. V primeru zrcalne umetnosti je Hergé uspel ponovno vzpostaviti stik s svojim starim prijateljem Džangom Čongrenom, leta po tem, ko je Tintin na zaključnih straneh Tintina v Tibetu rešil izmišljenega Čanga. Džang je bil v času kulturne revolucije cestni pometač, preden je v 70. letih dvajsetega stoletja postal vodja Akademije za likovno umetnost v Šanghaju.
Po ekonomski liberalizaciji Kitajske leta 1979 je Džang prejel široko priznanje v kitajski umetniški skupnosti. Izšla je zbirka njegovih oljnih slik in kipov, Džang pa je v poznejših letih delal kot urednik in prevajalec več knjig o umetnosti. Med portreti, ki jih je naslikal, so tudi kitajski voditelj Deng Šjaoping in francoski predsednik François Mitterrand.
Džang se je leta 1981 na povabilo francoske vlade vrnil v Evropo zaradi ponovne združitve s Hergéjem. Leta 1989 je dobil francosko državljanstvo in se nastanil, da bi poučeval v pariškem predmestju Nogent-sur-Marne, kjer je umrl leta 1998. Kmalu po njegovi smrti je bil v mestu Čibao v Šanghaju v njegov spomin ustanovljen spominski muzej. Številne njegove slike in skulpture so shranjene v Kitajskem muzeju likovnih umetnosti v Pekingu in v Kitajskem muzeju revolucionarnih vojn.